# 朱祁銓
淮康王朱祁銓（1435年—1502年），是淮靖王朱瞻墺的长子，1448年繼承父亲的王位。朱祁銓1502年去世，諡號康王。

## 家庭

### 妻妾
王妃南城兵马指挥李进女。继妃杜氏、崔氏。

### 子女

#### 子
- 嫡长子朱見濂：淮安王
- 嫡次子朱見澱：淮端王
- 嫡三子朱見湁：南康莊惠王
- 庶四子朱見㴫：德興莊僖王
- 庶五子朱見沶
- 嫡六子朱見𣹲：順昌恭懿王
- 庶七子朱見洵：崇安榮穆王

#### 女
- 六女

## 墓葬
朱祁銓的陵墓位于今江西省鄱阳县的韩山，1970年，其墓葬出土:666。

[誌蓋]
大明淮康王壙志

[誌文]

王讳祁铨，淮靖王之子也。母妃肖氏。宣德十年二月二十二日嫡生。正统八年三月初九日封世子。正统十二年正月十五日袭封为淮王。弘治十五年八月初八日以疾薨，享年六十有八。妃李氏，南城兵马指挥进之女。继妃杜氏、崔氏。子男六人。见濂，封淮世子，弘治六年五月初六日以疾薨，谥曰安懿。见淀，封清江王，弘治十五年九月二十八日病故。见湁，封南康王。见㴫，封德兴王。见𣴅，封顺昌王。见洵，封崇安王。嫡长孙佑棨，蒙敕主管府事，应袭淮爵。女六人。讣闻，上辍视朝三日，遣官赐祭，谥曰康。命有司治丧葬如制。圣慈仁寿太皇太后、皇太后、东宫及文武衙门，皆致祭焉。以弘治十六年十一月二十九日，葬于安山之原。惟王宗室至亲，享有大国，宜永寿年。夫何一疾，遂至不起，岂非命耶。爰述其概，纳诸幽宫，用垂不朽云。。